# گوستاف گرونبرگر
گوستاف گرونبرگر (انگلیسی: Gustaf Grönberger; ۱۲ ژوئن ۱۸۸۲ – ۲۸ اوت ۱۹۷۲) ورزشکار، و پزشک اهل سوئد بود.